# Rafael Valdéz Torres
Rafael Valdéz Torres (* 4. November 1959 in Santiago Tangamandapio bei Zamora de Hidalgo, Mexiko) ist Bischof von Ensenada. 

## Leben
Rafael Valdéz Torres studierte ab 1971 im Priesterseminar in Zamora und empfing am 9. Februar 1985 die Priesterweihe. Danach erwarb er an der Päpstlichen Universität Gregoriana das Lizenziat in Philosophie. Er lehrte Philosophie am Diözesanseminar von Zamora und wurde 2004 Pfarrer und Rektor des Schreins des Herrn der Wunder (Señor de los Milagros) in Nuevo San Juan. Seit 2008 ist Valdéz Torres Schatzmeister von Mutual Sacerdotal. 
Papst Franziskus ernannte ihn am 21. Mai 2013 zum Bischof von Ensenada. Die Bischofsweihe spendete ihm am 31. Juli desselben Jahres der Apostolische Nuntius in Mexiko, Christophe Pierre. Mitkonsekratoren waren Rafael Romo Muñoz, Erzbischof von Tijuana sowie die Bischöfe José Isidro Guerrero Macías (Mexicali) und Javier Navarro Rodríguez (Zamora).